# Lochearnhead

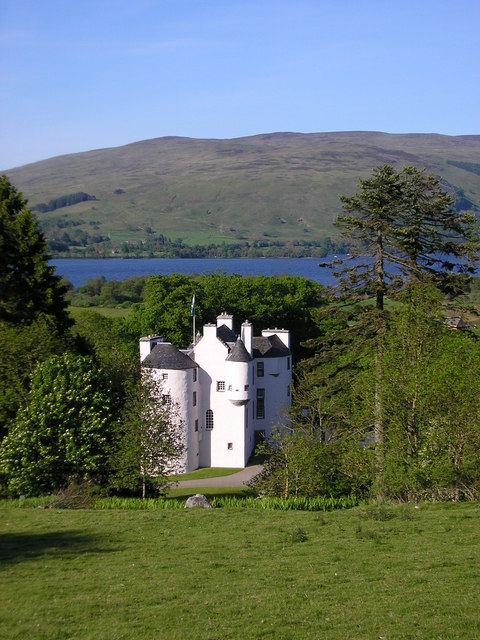
L'Edinample Castle, tra Lochearnhead e Balquhidder

Lochearnhead (in gaelico scozzese Ceann Loch Èireann) è una località di villeggiatura della Scozia centrale, facente parte dell'area di consiglio di Stirling e situata lungo le sponde del Loch Earn e il corso del fiume Ogle Burn e ai piedi del Glen Ogle, nella zona delle Trossachs.

## Geografia fisica
Lochearnhead si trova lungo la sponda nord-orientale del Loch Earn, a circa 14 miglia a nord di Callander.

## Storia
La zona è abitata almeno sin dalla fine del primo millennio a.C., come dimostra un crannóg rinvenuto in zona.
Il villaggio si sviluppò dopo la costruzione della Callander & Oban Railway, che raggiunse Lochearnhead nel 1870. 
A partire dagli inizi del XX secolo, vennero costruiti a Lochearnhead numerosi piccoli alberghi.
Nell'aprile del 2014, si verificò a Lochearnhead un incendio che investì il Lochhearnhead Watersports Centre.

## Monumenti e luoghi d'interesse

### Architetture religiose

#### Chiesa di Sant'Angus
Principale edificio religioso di Lochhearnhead è la Chiesa episcopale di Sant'Angus, costruita nel 1888 per volere di tre famiglie del posto.

### Architetture militari

#### Edinample Castle
A sud di Lochearnhead (e della sponda sud-orientale del Loch Earn) si erge l'Edinample Castle, un castello costruito nel 1630, che fu la dimora di "Black" Duncan Campbell of Glenorchy.

### Architetture civili

#### Ardvolich House
Altro edificio d'interesse nei dintorni di Lochearnhead è l'Arvolich House: risalente al 1580, è la residenza degli Stewarts di Ardovilich.

## Economia

### Turismo
La località è frequentata dagli appassionati di sport acquatici, quali la vela, lo sci d'acqua, ecc. 

## Sport
Lochhearnhead è una delle sedi degli Highland Games.